# George McLeod
George L. McLeod (Houston, Texas, 3 de enero de 1931-15 de enero de 2023) fue un jugador de baloncesto estadounidense que disputó una temporada en la NBA. Con 1,96 metros de estatura, jugaba en la posición de alero.

## Trayectoria deportiva

### Universidad
Jugó durante tres temporadas con los Horned Frogs de la Universidad Cristiana de Texas, siendo elegido en 1950 y 1952 en el mejor quinteto de la Southwest Conference, tras promediar 10,6 y 16,8 puntos por partido respectivamente. Se convirtió en el primer jugador de su universidad en alcanzar los 1000 puntos anotados.

### Profesional
Fue elegido en la cuadragésimo primera posición del Draft de la NBA de 1952 por Milwaukee Hawks, pero sin llegar a debutar con el equipo fue traspasado junto con Don Boven y Pete Darcey a los Baltimore Bullets a cambio de  Stan Miasek y Dave Minor. Allí jugó únicamente 10 partidos, en los que promedió 1,2 puntos y 2,1 rebotes.

## Estadísticas de su carrera en la NBA

### Temporada regular
| Temporada | Edad | Equipo            | Liga | Pos. | P  | TIT | MIN | TC  | TCA | %TC  | 3P | 3PA | %3P | TL  | TLA | %TL  | R.OF. | R.DEF. | REB | ASIS | ROB | TAP | PER | FP  | PTS |
| 1952-53   | 22   | Baltimore Bullets | NBA  |      | 10 |     | 8.5 | 0.2 | 1.6 | .125 |    |     |     | 0.8 | 1.5 | .533 |       |        | 2.1 | 0.4  |     |     |     | 1.6 | 1.2 |
| Total     |      |                   | NBA  |      | 10 |     | 8.5 | 0.2 | 1.6 | .125 |    |     |     | 0.8 | 1.5 | .533 |       |        | 2.1 | 0.4  |     |     |     | 1.6 | 1.2 |